# Leichtathletik-Weltmeisterschaften 2017/Kugelstoßen der Frauen

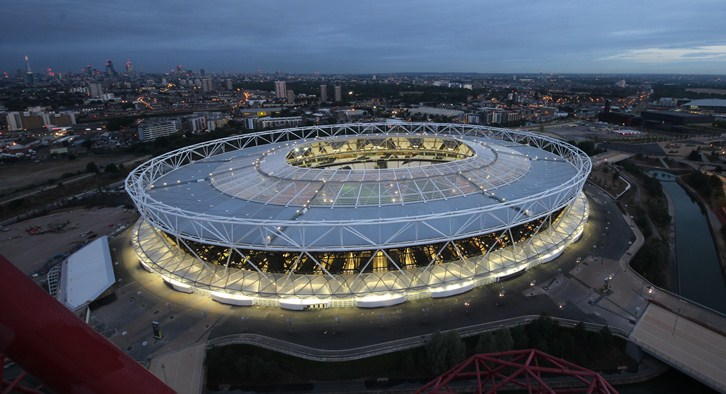
Das Olympiastadion London während der Weltmeisterschaften

Das Kugelstoßen der Frauen wurde bei den Leichtathletik-Weltmeisterschaften 2017 wurde am 8. und 9. August 2017 im Olympiastadion der britischen Hauptstadt London ausgetragen.
Ihre erste Goldmedaille bei einer bedeutenden internationalen Meisterschaft errang die chinesische Vizeweltmeisterin von 2015, dreifache WM-Dritte (2009/2011/2013) und Asienmeisterin von 2009 Gong Lijiao. Die Ungarin Anita Márton belegte den zweiten Platz. Bronze ging an die US-Amerikanerin Michelle Carter.

## Bestehende Rekorde
| Weltrekord | Natalja Lissowskaja | 22,63 m | Moskau, Sowjetunion (heute Russland) | 7. Juni 1987      |
| WM-Rekord  | Natalja Lissowskaja | 21,24 m | WM 1987 in Rom, Italien              | 5. September 1987 |
| WM-Rekord  | Valerie Adams       | 21,24 m | WM 2011 in Daegu, Südkorea           | 29. August 2011   |

Der bestehende WM-Rekord wurde bei diesen Weltmeisterschaften nicht eingestellt und nicht verbessert.

## Legende
Kurze Übersicht zur Bedeutung der Symbolik – so üblicherweise auch in sonstigen Veröffentlichungen verwendet:
| – | verzichtet |
| x | ungültig   |

## Qualifikation
8. August 2017, 20:40 Uhr Ortszeit (21:40 Uhr MESZ)
Die Athletinnen traten zu einer Qualifikationsrunde in zwei Gruppen an. Die für den direkten Finaleinzug geforderte Qualifikationsweite betrug 18,30 m. Da nur fünf Athletinnen diesen Wert übertrafen – hellblau unterlegt, wurde das Finalfeld mit den nachfolgend besten Kugelstoßerinnen beider Gruppen auf insgesamt zwölf Teilnehmerinnen aufgefüllt – hellgrün unterlegt. So waren für die Finalteilnahme schließlich 17,79 m zu erbringen.

### Gruppe A

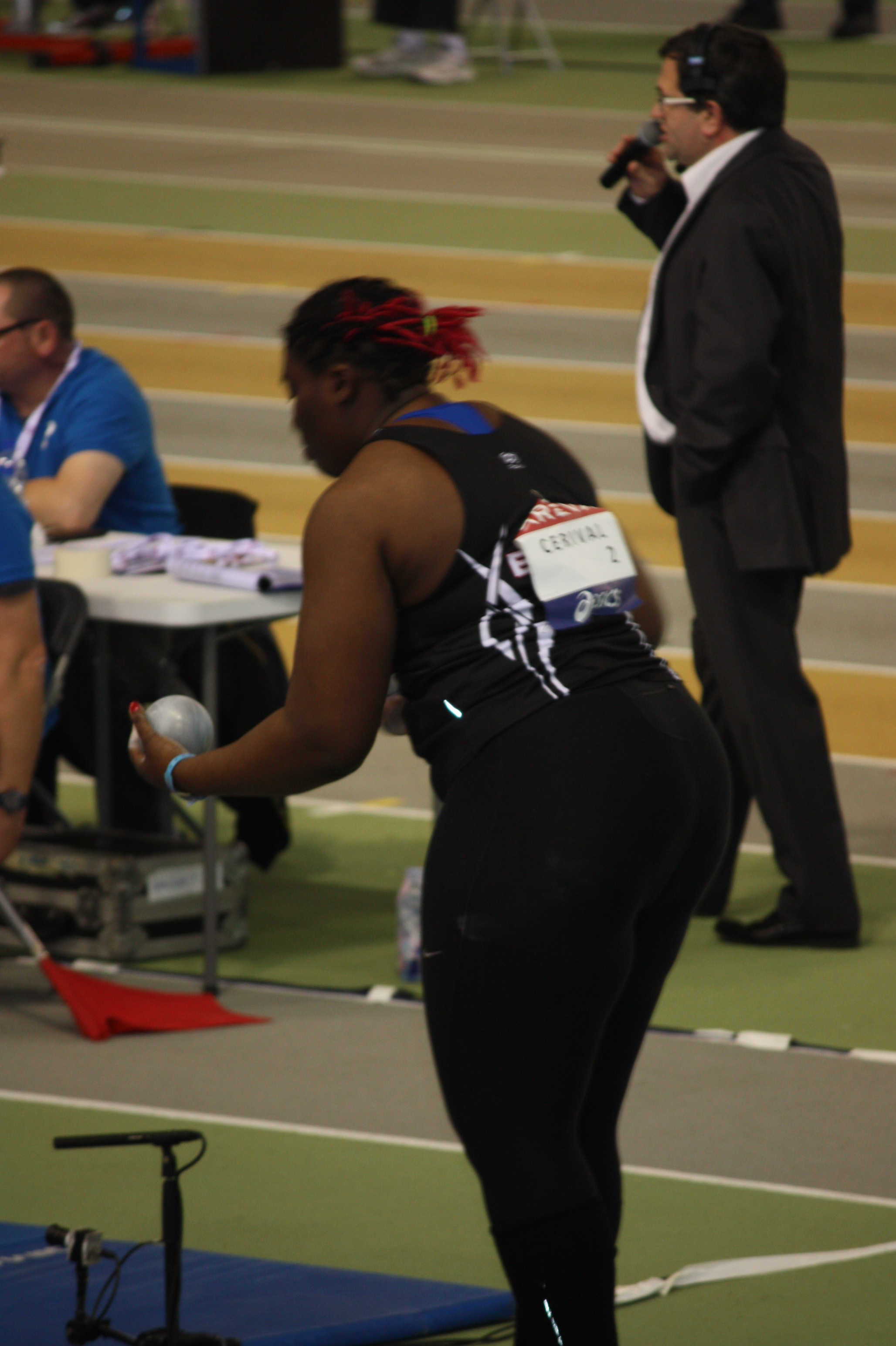
Jessica Cérival – ausgeschieden als Dreizehnte mit 16,56 m

| Platz | Athletin                | Land                | 1. Versuch | 2. Versuch | 3. Versuch | Weite (m) |
| ----- | ----------------------- | ------------------- | ---------- | ---------- | ---------- | --------- |
| 1     | Anita Márton            | Ungarn              | 18,76      | –          | –          | 18,76     |
| 2     | Raven Saunders          | USA                 | 17,94      | 18,63      | –          | 18,63     |
| 3     | Danniel Thomas-Dodd     | Jamaika             | x          | 18,42      | –          | 18,42     |
| 4     | Bian Ka                 | Volksrepublik China | 17,82      | x          | 18,18      | 18,18 SB  |
| 5     | Brittany Crew           | Kanada              | 17,41      | 17,26      | 18,01      | 18,01     |
| 6     | Melissa Boekelman       | Niederlande         | 17,55      | 17,19      | 17,88      | 17,88     |
| 7     | Gao Yang                | Volksrepublik China | 17,82      | 17,87      | x          | 17,87     |
| 8     | Aljona Dubizkaja        | Belarus             | x          | x          | 17,68      | 17,68     |
| 9     | Klaudia Kardasz         | Polen               | 16,24      | 16,34      | 17,52      | 17,52     |
| 10    | Radoslawa Mawrodiewa    | Bulgarien           | x          | 16,99      | x          | 16,99     |
| 11    | Noora Salem Jasim       | Bahrain             | 16,68      | 16,97      | 16,61      | 16,97     |
| 12    | Rachel Wallader         | Großbritannien      | 16,73      | 16,81      | 15,83      | 16,81     |
| 13    | Jessica Cérival         | Frankreich          | 15,80      | 16,56      | 16,32      | 16,56     |
| 14    | María Belén Toimil      | Spanien             | 16,20      | 16,38      | x          | 16,38     |
| 15    | Jéssica Inchude         | Guinea-Bissau       | 14,63      | x          | 14,52      | 14,63     |
| DNS   | Auriol Dongmo Mekemnang | Kamerun             |            |            |            |           |

### Gruppe B
| Platz | Athletin         | Land                | 1. Versuch | 2. Versuch | 3. Versuch | Weite (m) |
| ----- | ---------------- | ------------------- | ---------- | ---------- | ---------- | --------- |
| 1     | Gong Lijiao      | Volksrepublik China | 18,97      | –          | –          | 18,97     |
| 2     | Michelle Carter  | USA                 | 18,92      | –          | –          | 18,92     |
| 3     | Julija Leanzjuk  | Belarus             | 17,92      | 18,01      | 17,82      | 18,01     |
| 4     | Yaniuvis López   | Kuba                | x          | 17,84      | 17,84      | 17,84     |
| 5     | Geisa Arcanjo    | Brasilien           | 17,67      | 17,48      | 17,79      | 17,79     |
| 6     | Sara Gambetta    | Deutschland         | 17,44      | 16,97      | 17,71      | 17,71     |
| 7     | Natalia Ducó     | Chile               | 17,31      | 17,66      | 17,29      | 17,66     |
| 8     | Paulina Guba     | Polen               | 17,01      | 17,13      | 17,52      | 17,52     |
| 9     | Daniella Hill    | USA                 | 16,76      | 17,39      | x          | 17,39     |
| 10    | Dimitriana Surdu | Moldau              | 17,24      | 17,37      | x          | 17,37     |
| 11    | Fanny Roos       | Schweden            | 16,87      | x          | 17,31      | 17,31     |
| 12    | Taryn Suttie     | Kanada              | 16,47      | x          | x          | 16,47     |
| 13    | Sandra Lemos     | Kolumbien           | 16,33      | x          | 16,36      | 16,36     |
| 14    | Úrsula Ruiz      | Spanien             | x          | 16,20      | x          | 16,20     |
| 15    | Gleneve Grange   | Jamaika             | x          | 15,96      | x          | 15,96     |

In Qualifikationsgruppe B ausgeschiedene Kugelstoßerinnen:

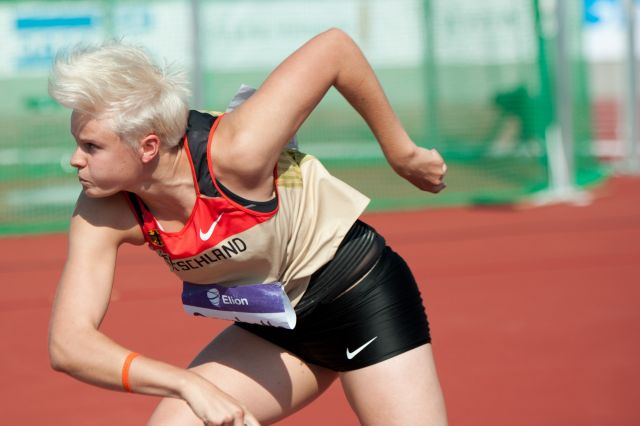
Sara Gambetta Rang sechs mit 17,71 m
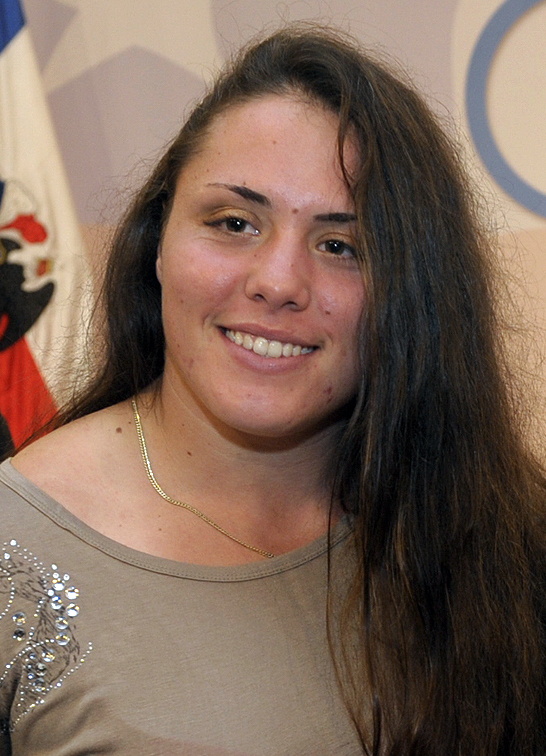
Natalia Ducó Rang sieben mit 17,66 m
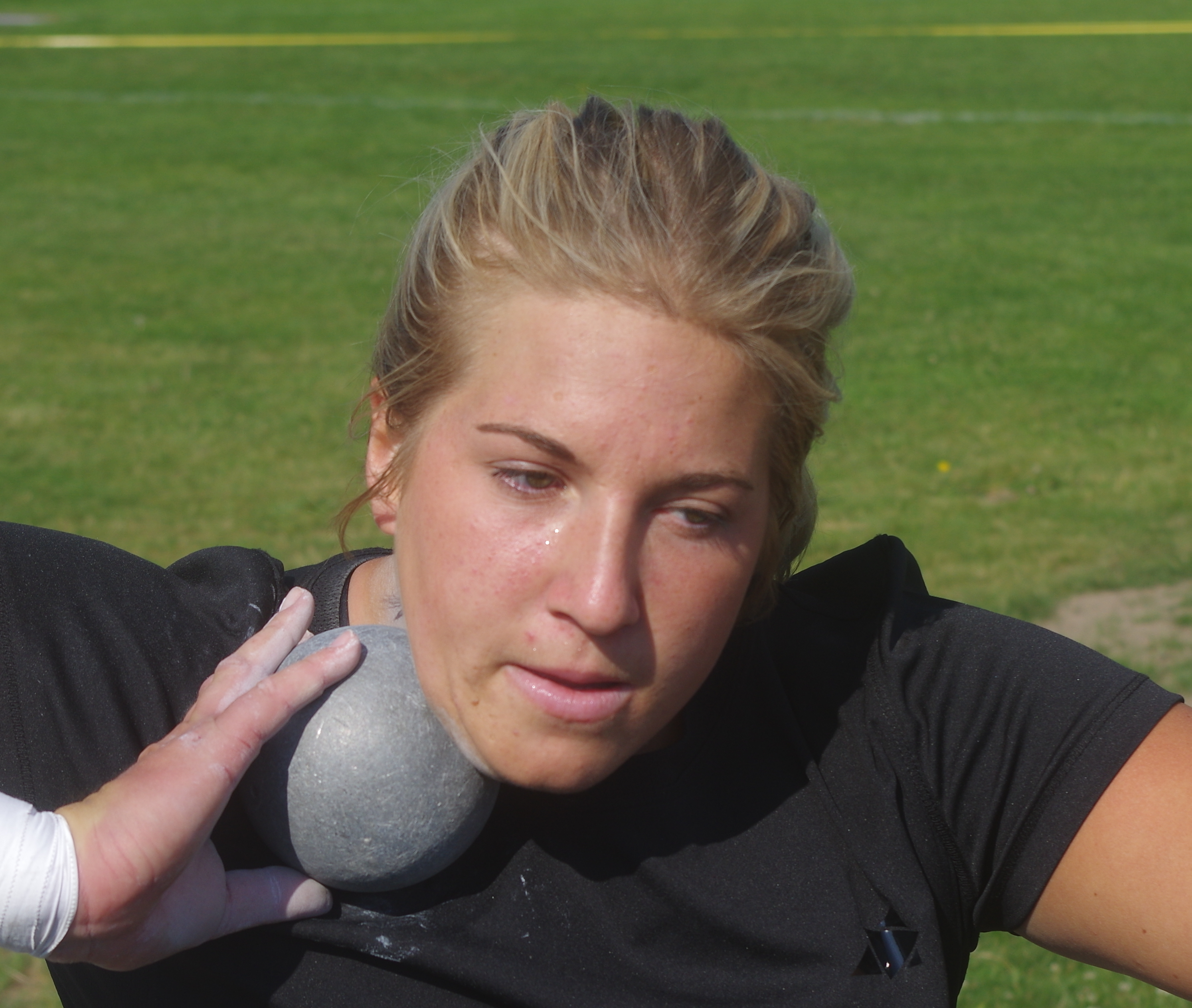
Fanny Roos Rang elf mit 17,31 m

## Finale
9. August 2017, 20:25 Uhr Ortszeit (21:25 Uhr MESZ)
Die Neuseeländerin Valerie Adams, die das Kugelstoßen über einen längeren Zeitraum dominiert hatte, war nicht mehr dabei. Auch die amtierende Weltmeisterin und zweifache Europameisterin von 2014/2016 Christina Schwanitz aus Deutschland fehlte wegen ihrer Schwangerschaft. Zu den Favoritinnen gehörten die US-amerikanische Olympiasiegerin von 2016 und WM-Dritte von 2015 Michelle Carter, die Chinesin Gong Lijiao – unter anderem Vizeweltmeisterin von 2015 und Olympiazweite von 2012 – sowie die Ungarin Anita Márton als Vizeeuropameisterin von 2016, Olympiadritte von 2016 und WM-Vierte von 2015.
Die großen Weiten blieben in diesem Wettbewerb aus, so gab es keinen Stoß über die 20-Meter-Marke hinaus. In den ersten beiden Runden gelangen nur Lijiao zwei Stöße, die weiter waren als neunzehn Meter. Sie führte nach dem dritten Durchgang mit 19,35 m. Mit ihrem dritten Versuch übertraf auch Carter die 19-Meter-Marke. Sie erzielte 19,14 m und war damit Zweite. Mit Weiten von knapp unter neunzehn Metern folgten Márton und die Jamaikanerin Danniel Thomas-Dodd. In Runde fünf steigerte sich Lijiao auf 19,94 m und lag damit deutlich vorn. Thomas-Dodd erzielte jetzt mit 18,91 m ihre größte Weite, womit sie auf dem Bronzeplatz lag. Doch im letzten Durchgang verbesserte sich Márton noch auf 19,49 m. Damit lagen die Weiten aller drei Medaillengewinnerinnen über neunzehn Meter. Gong Lijiao wurde Weltmeisterin vor Anita Márton und Michelle Carter. Platz vier belegte Danniel Thomas-Dodd vor der Chinesin Gao Yang und der Kanadierin Brittany Crew.
| Platz | Athletin            | Land                | 1. Versuch | 2. Versuch | 3. Versuch | 4. Versuch                                  | 5. Versuch                                  | 6. Versuch                                  | Weite (m) |
| ----- | ------------------- | ------------------- | ---------- | ---------- | ---------- | ------------------------------------------- | ------------------------------------------- | ------------------------------------------- | --------- |
|       | Gong Lijiao         | Volksrepublik China | 19,16      | 19,35      | 19,03      | x                                           | 19,94                                       | 19,89                                       | 19,94     |
|       | Anita Márton        | Ungarn              | 18,50      | 18,89      | 18,65      | 18,33                                       | 18,54                                       | 19,49                                       | 19,49     |
|       | Michelle Carter     | USA                 | 18,82      | 18,86      | 19,14      | 19,03                                       | x                                           | 18,97                                       | 19,14     |
| 4     | Danniel Thomas-Dodd | Jamaika             | 18,70      | x          | 18,76      | 18,56                                       | 18,91                                       | 18,76                                       | 18,91     |
| 5     | Gao Yang            | Volksrepublik China | 18,03      | 18,00      | 17,79      | 18,22                                       | 18,11                                       | 18,25                                       | 18,25     |
| 6     | Brittany Crew       | Kanada              | 17,52      | 18,21      | 17,71      | x                                           | x                                           | x                                           | 18,21     |
| 7     | Julija Leanzjuk     | Belarus             | 17,84      | x          | 18,12      | x                                           | x                                           | 17,51                                       | 18,12     |
| 8     | Yaniuvis López      | Kuba                | 17,28      | 17,98      | 18,03      | x                                           | 17,46                                       | x                                           | 18,03     |
| 9     | Geisa Arcanjo       | Brasilien           | 17,93      | x          | 18,03      | nicht im Finale der besten acht Athletinnen | nicht im Finale der besten acht Athletinnen | nicht im Finale der besten acht Athletinnen | 18,03     |
| 10    | Raven Saunders      | USA                 | x          | 13,75      | 17,86      | nicht im Finale der besten acht Athletinnen | nicht im Finale der besten acht Athletinnen | nicht im Finale der besten acht Athletinnen | 17,86     |
| 11    | Melissa Boekelman   | Niederlande         | 17,61      | 17,73      | x          | nicht im Finale der besten acht Athletinnen | nicht im Finale der besten acht Athletinnen | nicht im Finale der besten acht Athletinnen | 17,73     |
| 12    | Bian Ka             | Volksrepublik China | 17,60      | x          | x          | nicht im Finale der besten acht Athletinnen | nicht im Finale der besten acht Athletinnen | nicht im Finale der besten acht Athletinnen | 17,60     |

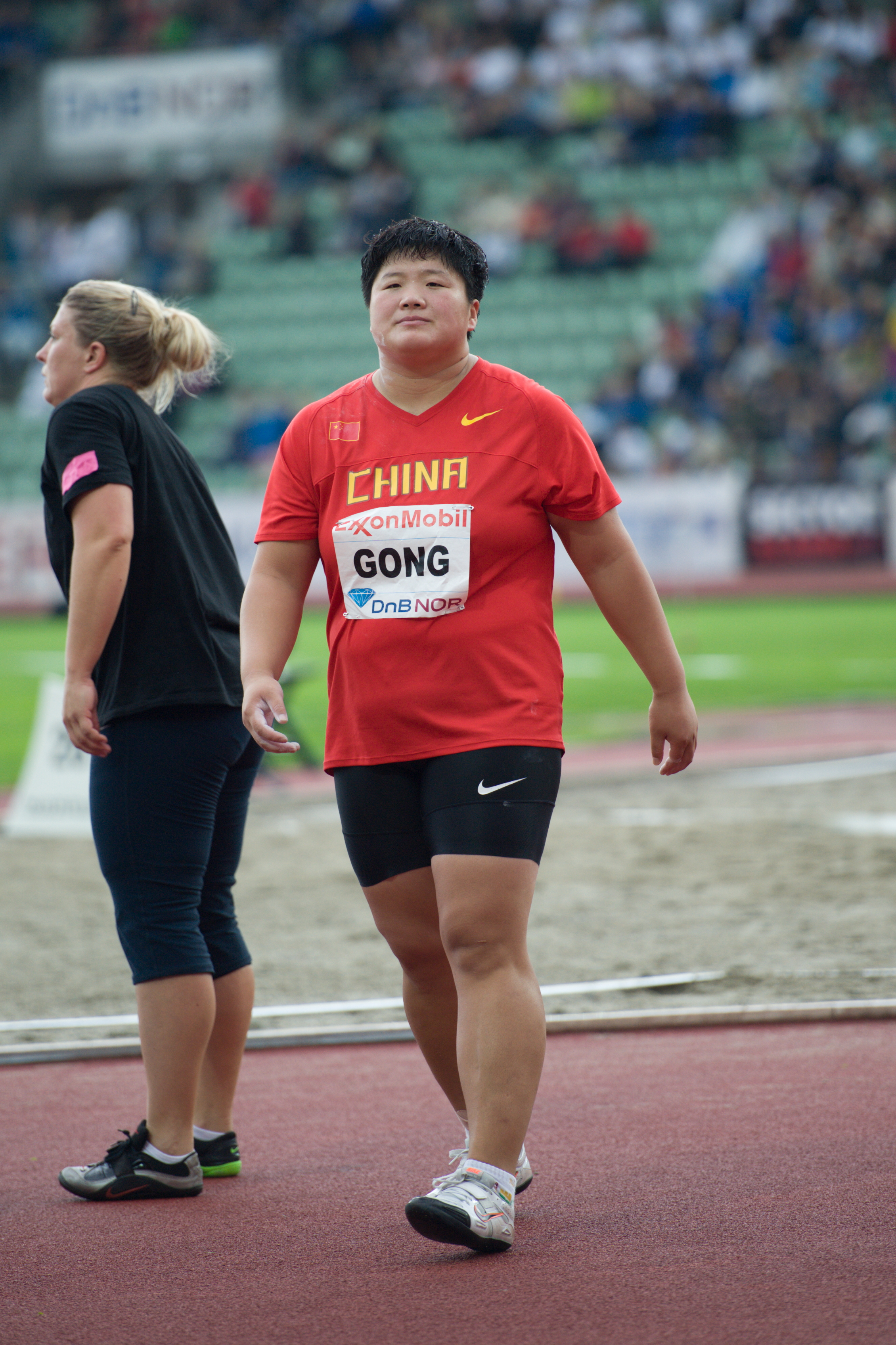
Weltmeisterin Gong Lijiao
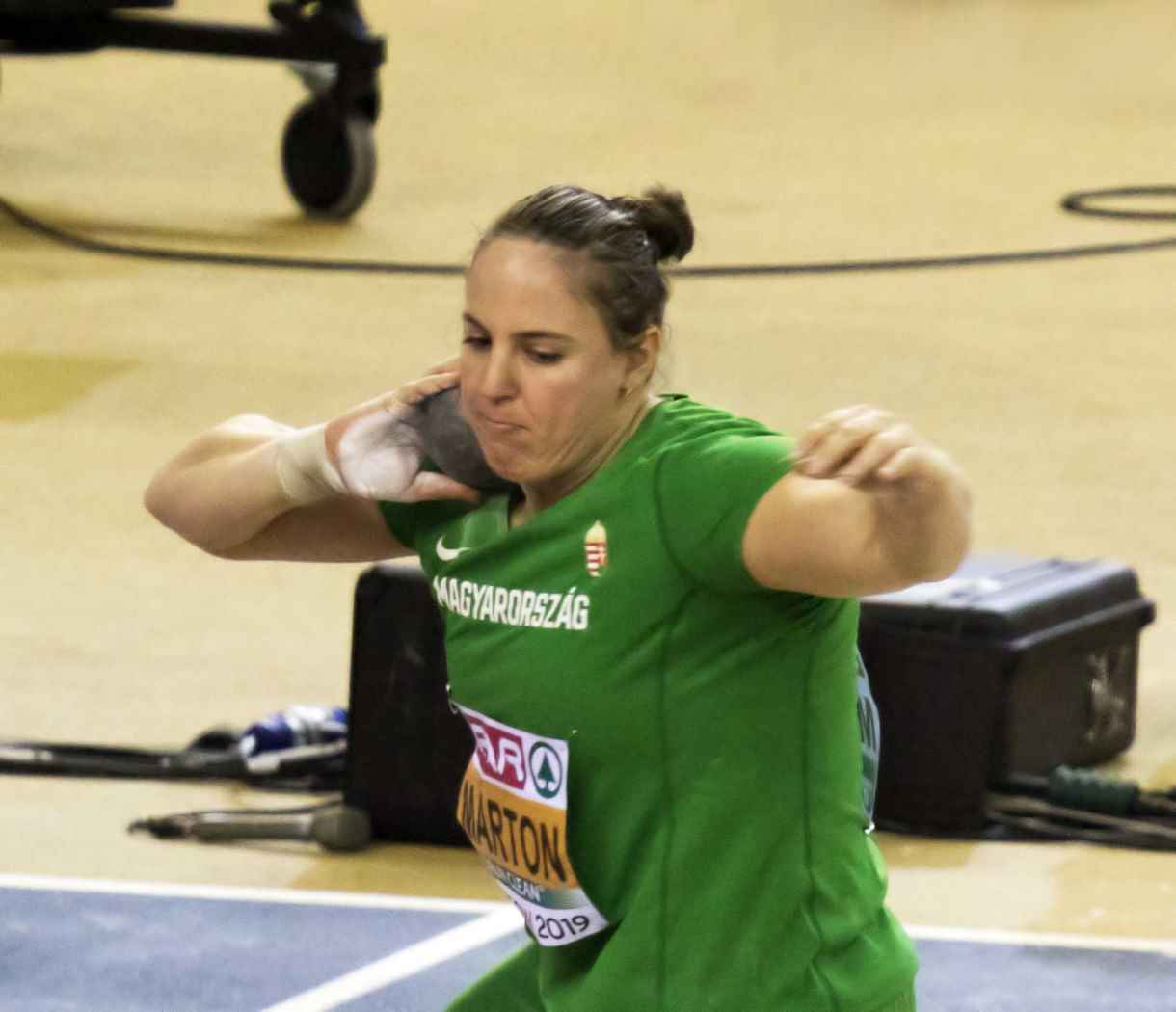
Silbermedaillengewinnerin Anita Márton
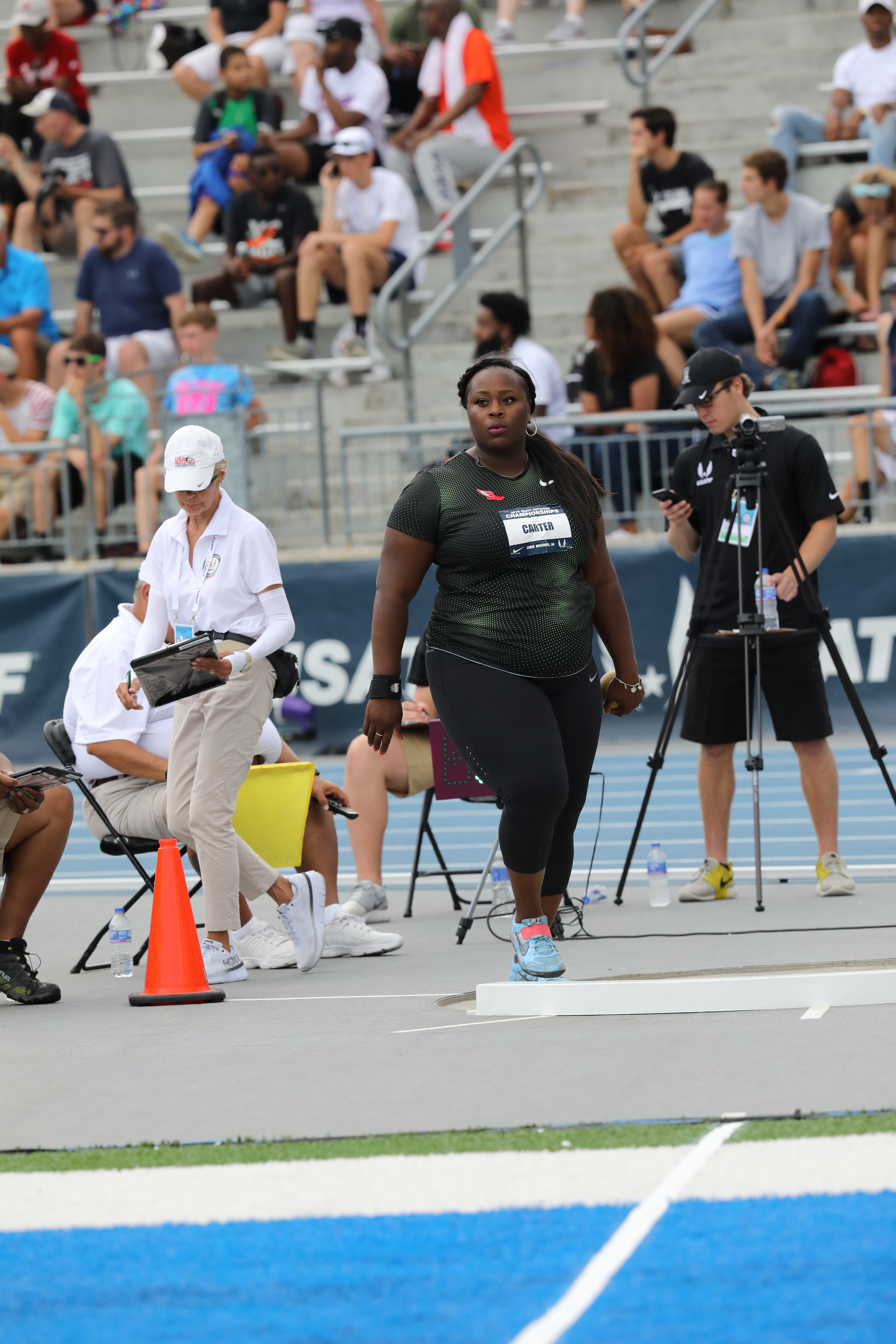
Bronzemedaillengewinnerin Michelle Carter
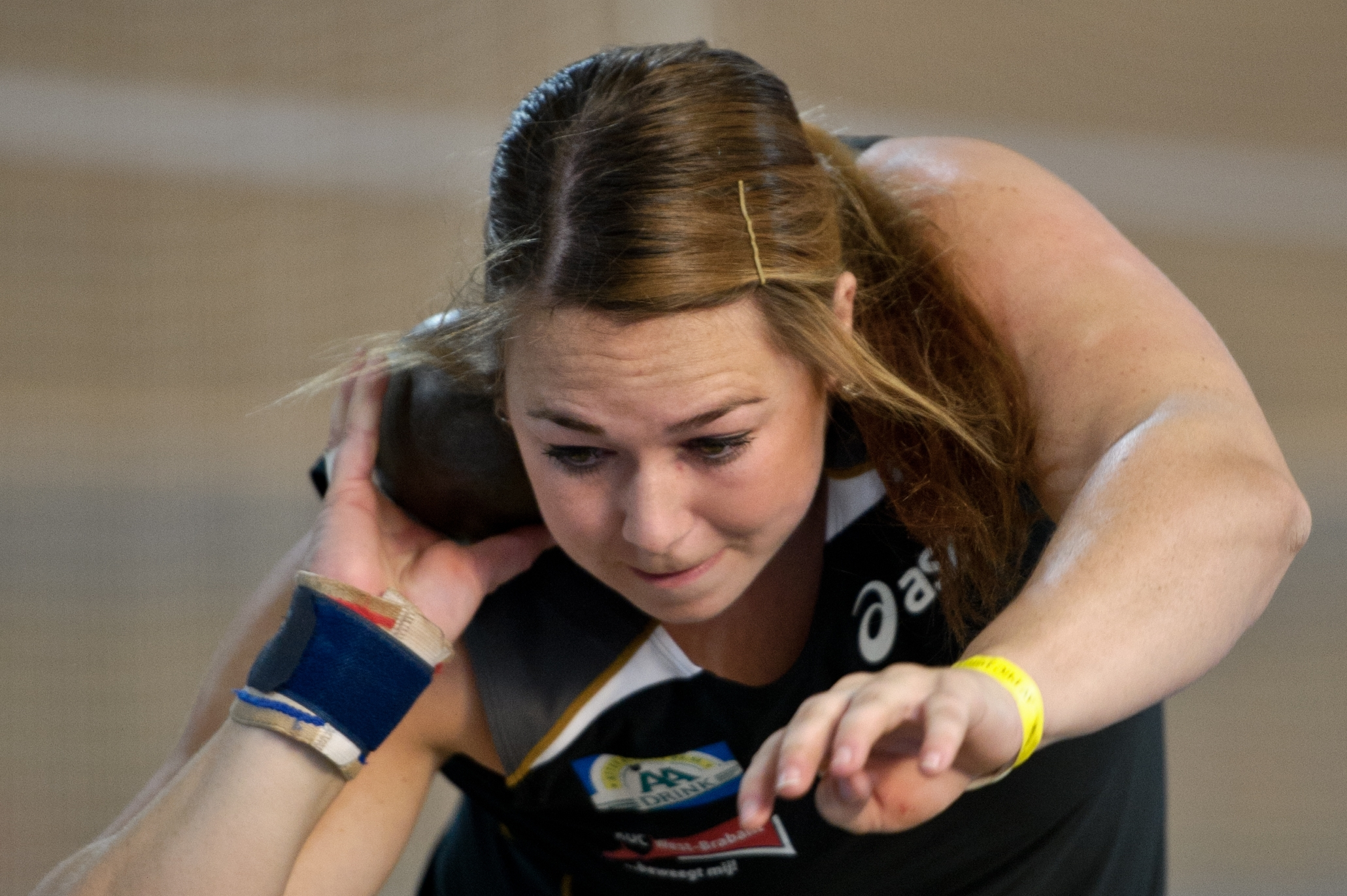
Melissa Boekelman kam auf den elften Platz

## Video
- WCH London 2017 Highlights – Shot Put Women, Final – Lijiao Gong wins, youtube.com, abgerufen am 9. März 2021